# Weißer Graben (Naturschutzgebiet)
Der Weiße Graben ist ein Naturschutzgebiet in der niedersächsischen Gemeinde Heemsen in der Samtgemeinde Heemsen und der Gemeinde Steimbke in der Samtgemeinde Steimbke im Landkreis Nienburg/Weser.
Das Naturschutzgebiet mit dem Kennzeichen NSG HA 174 ist 502 Hektar groß. Es steht seit dem 11. Mai 1995 unter Naturschutz. Zuständige untere Naturschutzbehörde ist der Landkreis Nienburg/Weser.
Das aus zwei Teilflächen bestehende Gebiet liegt nordöstlich von Nienburg und nordwestlich von Steimbke im Lichtenmoor. Es stellt ein Hochmoorgebiet unter Schutz, das im südwestlichen Bereich großflächig industriell abgetorft worden ist. Diese Flächen befinden sich in der Renaturierung – hierfür wurden u. a. Wiedervernässungsmaßnahmen durchgeführt – bzw. sind zu feuchtem Grünland kultiviert worden. Im nordöstlichen Bereich finden sich ungenutzte Moorbirkenwälder, alte Handtorfstiche und Grünlandflächen unterschiedlicher Nutzungsintensität sowie vereinzelten Äcker und Forstflächen.
Neben der Regenerierung der industriell abgetorften Flächen steht eine Optimierung des Feuchtgrünlandes als Lebensraum für Wiesenvögel im Vordergrund. Im strukturreichen Teilgebiet im Nordosten des Schutzgebietes ist eine Extensivierung der Nutzung der landwirtschaftlichen Nutzflächen und eine allmähliche Umwandlung von Acker- in Grünlandflächen vorgesehen, um eine ökologische Aufwertung des Schutzgebietes zu erreichen.
Das Schutzgebiet wird vom Alpegraben und Weißen Graben durchflossen, die es auch entwässern. Der Alpegraben fließt in Richtung der Alpe, der Weiße Graben über die Schwarze Riede zur Wölpe. Beide, Alpe und Wölpe sind Nebenflüsse der Aller.